# Eremiaphila khamsin
Eremiaphila khamsin es una especie de mantis de la familia Eremiaphilidae.

## Distribución geográfica
Se encuentra en Egipto y Yemen.